# 1235
| 1235               |
| ------------------ |
| Dødsfald - Fødsler |
|                    |

| Gregoriansk kalender | 1235 MCCXXXV            |
| Ab urbe condita      | 1988                    |
| Armensk kalender     | 684 ԹՎ ՈՁԴ              |
| Kinesiske kalender   | 3931 – 3932 甲午 – 乙未 |
| Etiopisk kalender    | 1227 – 1228             |
| Jødisk kalender      | 4995 – 4996             |
| Hindukalendere       |                         |
| - Vikram Samvat      | 1290 – 1291             |
| - Shaka Samvat       | 1157 – 1158             |
| - Kali Yuga          | 4336 – 4337             |
| Iransk kalender      | 613 – 614               |
| Islamisk kalender    | 632 – 633               |

Regent i Danmark: Valdemar Sejr 1202-1241 og Erik Plovpenning
Se også 1235 (tal)